# Jean Thierry Ebogo
Jean Thierry Ebogo, também conhecido pelo seu nome religioso Thierry do Menino Jesus e da Paixão, nascido  em 04 de fevereiro de 1982, Bamenda ( Camarões ) e falecido em 05 de janeiro de 2006 em Legnano ( Itália ), foi um monge carmelita descalço camaronês. Os numerosos testemunhos relatados sobre a sua vida e espiritualidade levaram a Igreja Católica a iniciar um processo de beatificação e canonização. Ele é, como tal, um servo de Deus , .

## Biografia

### Juventude
Jean Thierry Ebogo nasceu em 04 de fevereiro de 1982 em uma família piedosa e devota no noroeste dos Camarões. Desde muito jovem manifestou o desejo de ser sacerdote  . Aos 13 ans entrou no seminário menor de Guider . Ele continuará seus estudos em uma escola científica. Ele não abandonou o plano de se tornar padre, mas interessou-se pela ciência para atender o máximo possível às necessidades dos habitantes mais empobrecidos . Menino muito piedoso e obediente, destacou-se por suas inúmeras virtudes. Ele era muito dedicado à sua paróquia e à sua família. Jean Thierry Ebogo também era um adolescente alegre e sociável que amava a vida , .

### Vida religiosa
Teve uma breve experiência com os Oblatos de Maria Imaculada, mas não foi reconhecido como tendo vocação para o carisma desta Congregação. Orientado para outra ordem religiosa, ingressou no Carmelo Sainte-Thérèse de Nkoabang em 28 de julho de 2003 . Ele floresceu lá em sua vida religiosa. Ele será doravante muito influenciado pela espiritualidade de Santa Teresinha do Menino Jesus . As primeiras tarefas que lhe foram confiadas foram a animação de grupos de oração, de juventude e de Ação Católica. Levando uma vida de grande profundidade espiritual, decidiu casar-se com a Sabedoria e entregar-se inteiramente a Cristo  , .

### Doença
Como resultado do câncer ósseo se espalhar por todo o corpo, ele teve que amputar a perna direita. Recebeu com alegria esta notícia e ofereceu-a pelas vocações sacerdotais e pelo bem da Igreja. A operação ocorreu em 18 de novembro de 2004, logo após sua entrada no Carmelo .
Concluiu o noviciado na região de Milão, onde também pôde ser acompanhado com mais cuidados e recursos pelas clínicas italianas. Foi no em 8 de dezembro de 2005 que fez a profissão religiosa, assumindo o nome de Irmão Thierry do Menino Jesus e da Paixão , .
Ainda internado, seu quarto tornou-se um verdadeiro ponto de encontro. Centenas de jovens, sacerdotes, consagrados e doentes vieram à sua cabeceira. O carisma que ele exalava atraiu muitas pessoas, que vieram encontrar conforto com este irmão doente. Através dos seus sofrimentos, ofereceu-se inteiramente às vocações religiosas e sacerdotais. Em 05 de janeiro de 2006, o Irmão Thierry do Menino Jesus e da Paixão morreu em Legnano, perto de Milão, com apenas 23 anos .
O seu percurso de vida pode ser comparado ao de Cecilia Maria de la Santa Faz, uma jovem carmelita argentina falecida em 2016 em Buenos Aires, e que ofereceu o sofrimento da sua doença pela unidade da Igreja Católica .

## Beatificação e canonização
Seu funeral atraiu uma multidão inesperada. Uma grande reputação foi construída com base no testemunho de sua vida. Seu túmulo é sempre decorado com flores e muitas pessoas vêm prestar suas homenagens lá .
A causa de sua beatificação foi apresentada em 15 de fevereiro de 2013 na fase diocesana. A diocese competente para esta tarefa é a de Milão. A investigação diocesana foi encerrada em 9 de setembro de 2014 em Milão .
Jean Thierry Ebogo é hoje considerado pela Igreja Católica como um Servo de Deus.